# 社会人大学院
社会人大学院（しゃかいじんだいがくいん）とは、既存の大学院に社会人が通学しやすいような設備、施設、構成を用意している大学（大学院）である。具体的には、一定期間の社会経験等を考慮した入学試験を課す社会人入試を用意していることなどを指す。フルタイムで大学院に通学する学部卒業学生と同様、社会人大学院生もこれを修了すれば修士号・博士号・専門職学位を授与される。

## 概要
大学側がこうした社会人大学院の設置・導入に積極的になった背景には、大学入学予定者の絶対数の減少という時代の趨勢をうけて、大学が社会人（現役就労者・退職者・主婦層など）を新たな教育消費者として掘り起こそうとしたという事情がある。また、大学院に在籍する学生の定数充足率が予算配分の重要な指標の一つとされており、大学にはその定数を満たすため、学部卒業学生以外にも広く大学院の門戸を開く必要性がある。
また、社会人の側にも、大学院を新たな教育ニーズの受け皿として利用するメリットがある。MBAなど専門職大学院などで顕著なように、現役就労者は大学院を自身の職業上、直接、キャリアアップにつながるものとして利用し、また、退職者や主婦の場合には、大学（大学院）が提供する高度な知的資源を利用して、自身の知的関心を満たすことを期待する者が少なくない。そのような社会人のニーズに応えるため、大学側も設備や施設、教育内容を充実させていくことが要請されているのである。

## 日本における社会人MBAの普及
社会人の学び直し需要の高まりとともに、経営・ビジネス分野の専門職大学院が拡大している。これらの大学院では、企業の経営課題の高度化、デジタル技術の進展、グローバル化などを背景に、変化対応力や高度なマネジメント能力を備えた人材の育成を目的としている。文部科学省によれば、経営管理分野の専門職大学院（いわゆるMBA）に対する社会人のニーズは年々高まっており、働きながら学べるプログラムの整備や設置数の増加が進んでいる。こうした大学院は、社会人に求められる実務的能力の向上や、企業の経営人材確保の観点からも重要な役割を担っている。
経営・ビジネス分野の専門職大学院は、夜間・週末・オンライン対応など、働きながら学びやすい柔軟な学習形態を備えている点が特徴である。たとえば、早稲田大学、慶應義塾大学、一橋大学、グロービス経営大学院などが、社会人向けのMBAプログラムを提供している。

## 環境
社会人は、大学院受験の際、現役の学部卒業学生の場合とは異なる入試方式が課されている場合が少なくない。一例として、現役学生には外国語の入試科目（1-2外国語）が課されるのに対して、社会人受験生にはこの外国語試験が免除され、小論文試験、面接のみでその合否が判定される場合などがある。
大学（大学院）側が提供する教育内容（講義・演習・論文指導）は、おおむね現役の学部卒業学生のそれに等しいが、社会人のニーズに応じて、特定のコースや専門科目を設置する場合もある。
そして、社会人大学院では、社会人特有の就学環境に配慮した措置がとられている場合が多い。すなわち、就業者の仕事が終わる夕刻以降（夜間）に講義・演習を実施する措置がとられたり（夜間大学院を参照）、それにあわせて図書館（図書室）などの付属施設も夜間まで開放されたりしている。
また、都心部の大学院（大学）には、駅のそばなど、交通の便のよい場所にサテライトキャンパスを設置して講義・演習をおこない、社会人大学院生の利便性を高めているものもある。

## 社会人大学院が設置される研究科
- 経済・金融・商
- 経営（MBAなど）
- 法
- 国際・社会・福祉
- 公共政策・公共経営
- 心理・教育
- 医療・看護

## 社会人大学院を設置している大学
- 青山学院大学　国際マネジメント研究科
- 大阪市立大学　都市経営研究科
- 金沢工業大学KIT虎ノ門大学院
- グロービス経営大学院

- 慶應義塾大学大学院経営管理研究科
- 筑波大学　東京キャンパス社会人大学院（夜間）ビジネス科学研究科・人間総合科学研究科
- 東京都市大学　総合理工学研究科
- 長崎県立大学  地域創生研究科（公衆衛生看護学コースは除く）
- 長崎大学　経済学研究科（経営学修士コース）
- 名古屋商科大学大学院マネジメント研究科（週末）
- 一橋大学　経営管理研究科
- 法政大学　政策創造研究科
- 明治大学大学院グローバル・ビジネス研究科
- 早稲田大学大学院経営管理研究科
- 事業構想大学院大学
- 社会構想大学院大学